# 金田銅業
寧波金田銅業（集団）股份有限公司（ねいはかねだどうぎょう、英語名：Ningbo Jintian Copper (Group) Co., Ltd)は、銅管や銅板条、巻線、黄銅棒などを製造する中国の総合銅加工メーカー。本社は浙江省寧波市に所在。

## 概要
1986年に設立された企業グループである。同グループは銅製品（銅管、銅棒、銅ストリップ、エナメル線、銅バルブなど）、磁気製品、レアメタルの生産加工・販売を行っている。中国以外では米国、ドイツ、タイ、ベトナムに販売拠点と生産拠点を設置しており、米国、EU、韓国、東南アジア向けに銅製品を販売している。
中華全国商工業連合会が発表した「2018年中国の民間企業トップ500」の76位にランクインし、従業員数約5,000名、2017年には総生産量70万トンを達成し、中国国内有数の銅加工企業に成長した。傘下に生産工場を有する十余りの子会社及び関連会社を抱え、銅の精錬、加工、焼結、レアメタルの生産加工を行っている。

## 日本法人
日本では家電や自動車メーカー向けの取引実績がある。日本での営業拡大のため、2018年4月、東京都に金田銅業日本株式会社（住所・東京都千代田区大手町）を設立した。今後、日本法人を起点に既存顧客への技術サービスを強化するとともに、空調・電力・自動車部品関連の分野で新規顧客を開拓し、マーケティング、原材料購買、アフターサービスにも注力して銅管や銅板条、巻線などを拡販するしている。